# 11786 Bakhchivandji
11786 Bakhchivandji este un asteroid din centura principală de asteroizi.

## Descriere
11786 Bakhchivandji este un asteroid din centura principală de asteroizi. A fost descoperit pe 19 august 1977 la Observatorul de Astrofizică din Crimeea de Nikolai Cernîh. Asteroidul prezintă o orbită caracterizată de o semiaxă mare de 3,08 ua, o excentricitate de 0,28 și o înclinație de 7,3° în raport cu ecliptica.